# Biblioteca Nacional das Filipinas
A Biblioteca Nacional das Filipinas (em filipino: Pambansang Aklatan ng Pilipinas ou Aklatang Pambansa ng Pilipinas; em inglês: National Library of the Philippines) é a biblioteca oficial das Filipinas. Fica numa parte do Parque Rizal na Avenida T. M. Kalaw em Manila e perto do Arquivo Nacional das Filipinas e da Comissão Histórica Nacional das Filipinas.
Na biblioteca há cópias originais das obras mais importantes do herói nacional, José Rizal: Noli me tangere, El filibusterismo e Mi último adiós.

## História
A história da Biblioteca Nacional das Filipinas remonta à fundação do Museu-Biblioteca das Filipinas, estabelecido em 12 de agosto de 1887 por uma ordem real de Espanha. A biblioteca foi aberta em 10 de outubro de 1891 na Interdencia em Intramuros, sede da Real Casa de la Moneda de Manila, com aproximadamente 100 livros. Julian Romero foi o primeiro diretor da biblioteca.